# Composiet (tandheelkunde)

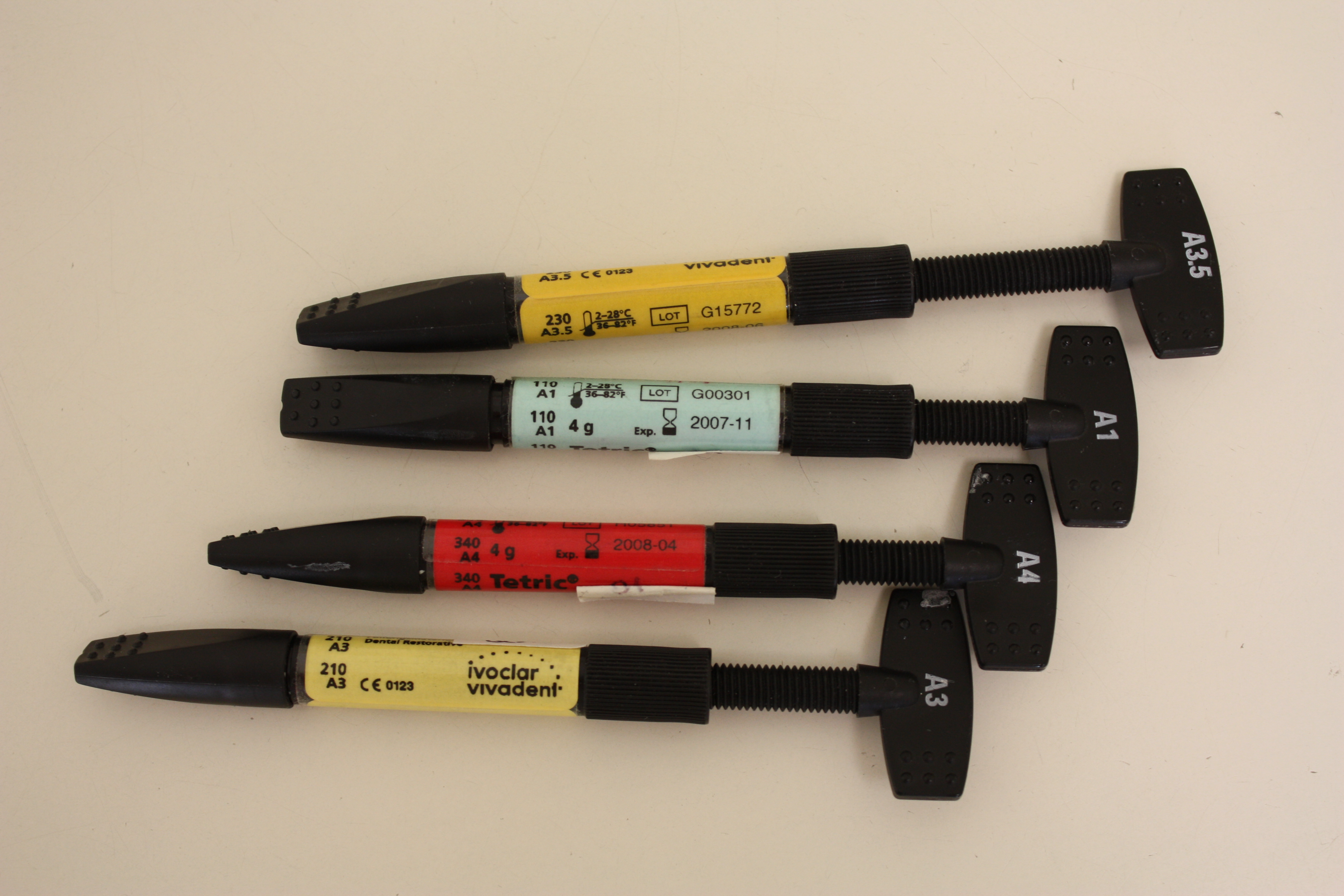
Verschillende composieten

In de tandheelkunde is composiet een vullingsmateriaal dat bestaat uit een matrixfase en een vulstoffase. In de praktijk gaat het om vullingsmateriaal met een matrix van kunsthars, een bindmiddel en een anorganische vulstof als kwarts, glas, en dergelijke. Door de vulstof krijgt het vulmateriaal zijn stevigheid, de kunsthars zorgt voor een goede verwerkbaarheid van het materiaal en het bindmiddel (silaan) hecht de stoffen goed aan elkaar.
In tegenstelling tot amalgaam, dat door retentie houdt, worden composieten, na het etsen van de tand met meestal fosforzuur (35%-50%) of een ander zuur en het aanbrengen van een primer en een bonding, aan het tandmateriaal gelijmd. Er zijn diverse systemen op de markt; een aantal producenten bieden bijvoorbeeld zelfetsende bonding aan. De sterkte van de binding staat daarbij wel ter discussie.

## Soorten
We onderscheiden vier soorten composiet:
- traditioneel: dit is met grote vulstofpartikels. Wordt nagenoeg niet meer gebruikt, vanwege de mindere slijtvastheid en het mindere esthetische uiterlijk. De grote partikels maken polijsten lastig en tandplak hecht zich gemakkelijk.
- hybride: gemengd met grote en kleine vulstofdeeltjes. Is meestal zeer sterk en wordt gebruikt bij restauraties in de achterste delen van de tandbogen, waar grote kauwkrachten ontstaan. Is iets minder sterk dan amalgaam, maar veel esthetischer.
- microfijne: met zeer kleine vulstofpartikels (0,01 - 0,12 micrometer). Is vrij slijtvast, maar niet stevig, en wordt toegepast bij restauraties in de frontstreek.
- nano-composiet: met vulpartikels van 0,02 tot 0,04 micrometer groot. Maken het composiet tot hoogglans polijstbaar.

Composiet is als chemischhardend en als lichthardend verkrijgbaar. Een combinatie daarvan is ook mogelijk: dit zijn de zogenaamde dual-cure composieten. Het polymerisatieproces wordt chemisch of door licht (fotopolymerisatie) op gang gebracht. Bij chemischhardend composiet worden vaak twee pasta's gemengd; lichthardend composiet wordt hard doordat de stof kamferchinon splitst in radicalen die het polymerisatieproces op gang brengen.

## Krimp
Omdat composiet niet vrij is van krimp, is het erg belangrijk de krimp zoveel als mogelijk te minimaliseren. De tandarts kan dit doen door de caviteit niet in één keer te vullen, zeker als deze groot is. Door de composiet in laagjes aan te brengen, kan de totale krimp worden gecompenseerd en is het ook zeker dat al het materiaal wordt uitgehard. De maximale dikte die bij de meeste uithardingslampen aan wordt gehouden, is ongeveer 3 mm. De zogenaamde 'witte vullingen gevoeligheid' kan zo zeer waarschijnlijk worden voorkomen of tot een minimum worden beperkt.

## Voor- en nadelen
- Voordelen:
  - in tegenstelling tot amalgaam bevatten composietvullingen geen kwik.
  - de kleur is vrijwel identiek aan die van de eigen tanden en kiezen.
  - men kan ze doen hechten aan zowel het glazuur als aan het dentine (adhesieve tandheelkunde).
  - ze maken minimaal invasieve tandheelkunde mogelijk, waarbij maximaal gezond tandweefsel kan behouden worden.

- Nadelen:
  - composietvullingen zijn minder slijtvast dan vullingen van amalgaam.
  - het leggen van een composietvulling is moeilijker en vereist een nauwkeuriger wijze van werken.
  - composiet krimpt tijdens de uitharding, dit kan evenwel tot een minimum beperkt worden indien de composietvulling in lagen aangebracht en in lagen uitgehard wordt.
  - composiet is na het bewerken en polijsten vaak nog ruw en zodoende vatbaarder voor tandplak. Dit is echter met moderne micro gevulde composieten niet meer het geval.
  - de kunsthars die wordt gebruikt kan op de langere termijn allergieën veroorzaken bij het tandheelkundige team.
  - de levensduur lijkt korter te zijn dan amalgaam. Hierbij speelt het optreden van een randspleet een belangrijke rol. Amalgaam heeft als voordeel dat deze spleet door oxiden wordt gedicht, ook na de uitharding. Als composiet loslaat op de randen, kunnen bacteriën en opgeloste suikers schade aanrichten (secundaire cariës).